# District de Kayonza
Le district de Kayonza se trouve dans la Province de l'Est du Rwanda, à la frontière avec la Tanzanie.

## Description
Le district se compose de 12 secteurs (imirenge) : Gahini, Kabare, Kabarondo, Mukarange, Murama, Murundi, Mwiri, Ndego, Nyamirama, Rukara, Ruramira et Rwinkwavu. La population totale, au recensement de 2022, est de 457,156 habitants avec 1,935 km² de superficie. 
La capitale est Mukarange.
La partie sud du parc national de l'Akagera ainsi que l'entrée de celui-ci se trouvent sur le territoire du district de Kayonza.

## Notes et références

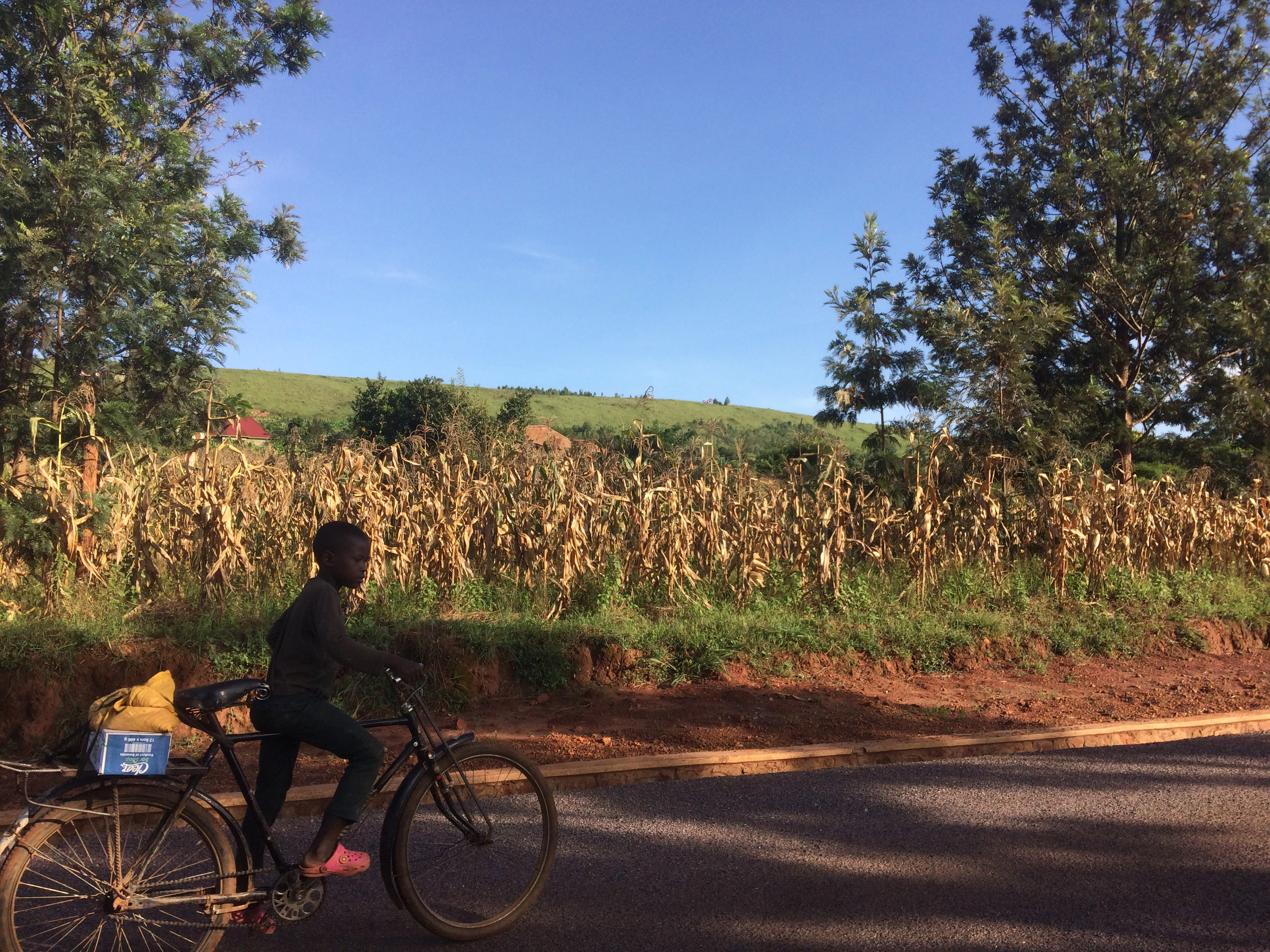
Paysage de Rwinkwavu.

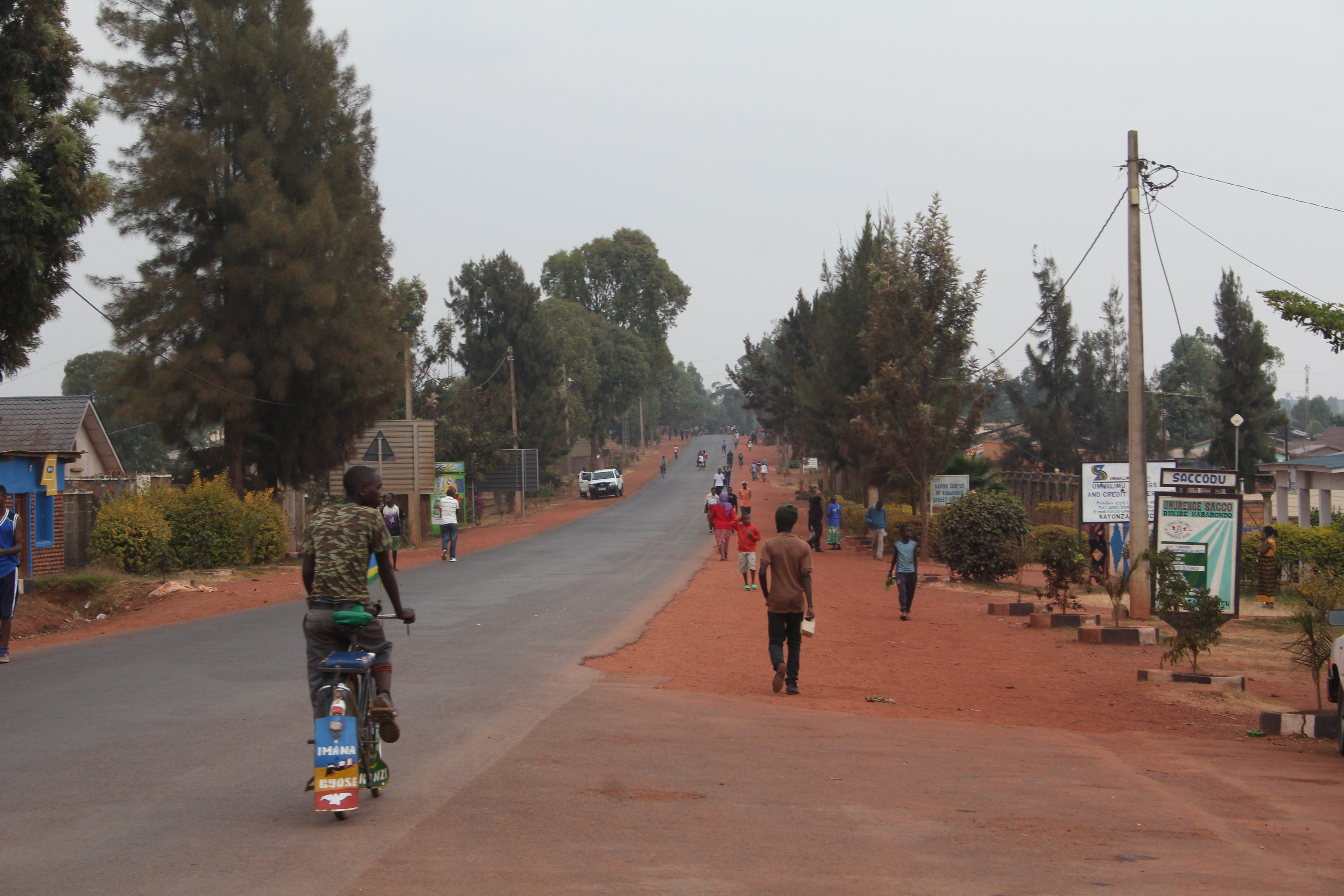
Scène de rue à Kayonza (2015)